# Quai Churchill
Le quai Churchill est une artère de Liège (Belgique) située entre le pont Kennedy, le quai Marcellis sur la rive droite de la Meuse et le quai de la Boverie sur la Dérivation.

## Odonymie
Depuis 1945, cette artère rend hommage à Winston Churchill, célèbre premier ministre britannique. Auparavant, elle avait le nom de quai de Grande-Bretagne.

## Description
Ce quai a la particularité de n'en être pas un tout au long de son parcours. Depuis le pont Kennedy, le quai remonte la rive droite de la Meuse  en formant progressivement une place triangulaire. Ensuite le quai devient en réalité une rue partant du coin de la place pour rejoindre le quai de la Boverie qui longe la Dérivation. La Meuse et la Dérivation ne sont ici distantes que d'une centaine de mètres à vol d'oiseau. 

## Architecture
Le quai est principalement bordé d'immeubles d'une dizaine d'étages construits pendant le dernier tiers du XXe siècle. L'immeuble d'angle avec la rue Grétry compte 15 étages et celui situé en coin avec le quai Marcellis (Résidence Élysée) est haut de 19 étages. Le quai a néanmoins conservé quelques bâtisses du début du XXe siècle comme celles situées aux numéros 39 et 40 qui sont reprises à l'inventaire du patrimoine culturel immobilier de la Wallonie.

## Ancienne tour en Bêche

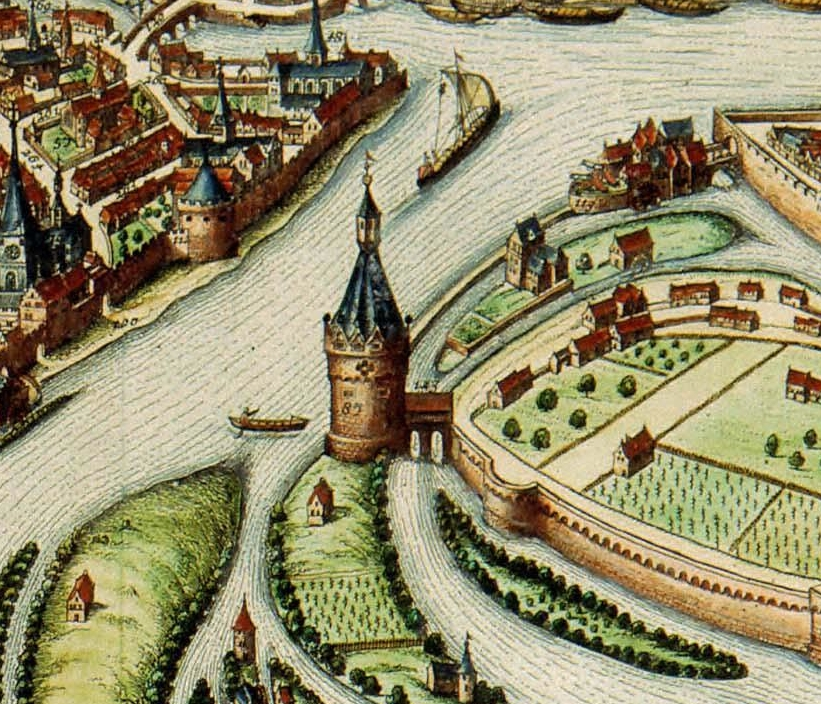
La tour en Bêche en 1649 (au centre)

C'est au niveau de l'actuel quai Churchill que se dressait pendant des siècles l'imposante tour en Bêche. Elle se trouvait à un endroit stratégique, placée au croisement de plusieurs anciens bras de la Meuse et à sa confluence originelle avec l'Ourthe. Cette tour ronde qui a été vraisemblablement édifiée avant le XVe siècle (peut-être au XIIIe siècle) fut détruite au cours du XIXe siècle. Elle était équipée d'une chaîne métallique qui la reliait à la tour des Croisiers située sur la rive opposée de la Meuse. Cette chaîne tendue empêchait l'accès fluvial à la ville des bateaux par l'amont en temps de guerre.
La petite rue Tour-en-Bêche, voisine du quai, a pris le nom de cet édifice. Les travaux de rectification des cours d'eau liégeois pendant le XIXe siècle ont complètement modifié le paysage aux alentours.

## Voiries adjacentes
- Quai Édouard van Beneden
- Pont Kennedy
- Rue Grétry
- Rue Tour-en-Bêche
- Quai Marcellis
- Rue Léon Frédéricq
- Quai de la Boverie